# Monte Maggiore (Croazia)

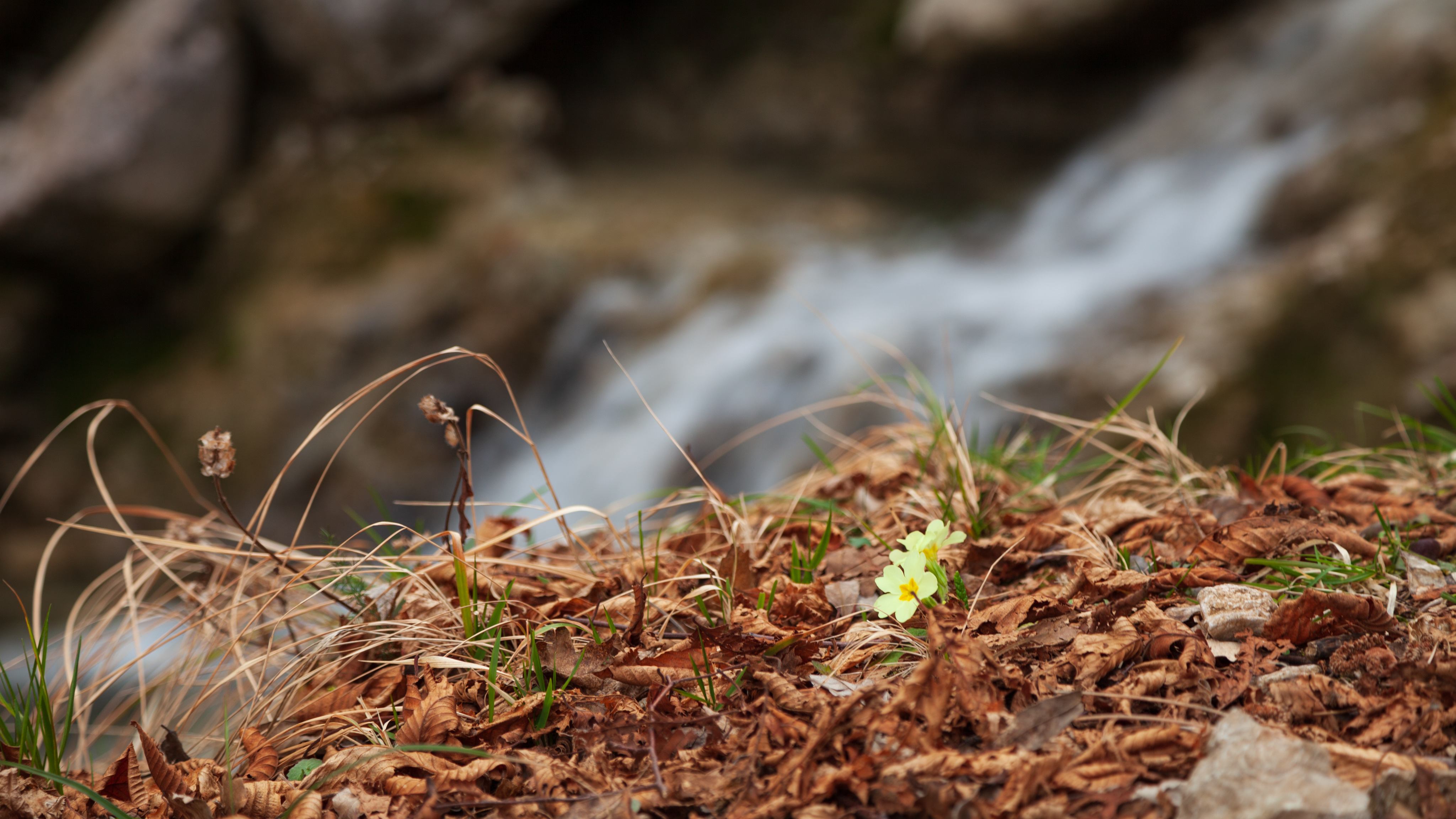

Il Monte Maggiore (in croato Učka) è un gruppo montuoso dell'Istria nord-orientale, in Croazia, tra i comuni Lupogliano e Laurana.
Esso segna il confine politico tra la Regione istriana e quella litoraneo-montana ed in generale domina la regione del Quarnero. Da esso nasce il fiume Arsa che, percorrendo con la sua valle l'intera Istria orientale, si conclude nel mar Adriatico.
La cima più alta prende il nome di Vojak, dove si trova una torretta di avvistamento alta 5 metri costruita nel 1911 con cui è possibile far spaziare il proprio campo visivo a 360 gradi, arrivando a scorgere Veglia, Lussino, Cherso e Fiume. Nei giorni particolarmente tersi sono visibili anche le Prealpi venete.
Il Monte Maggiore è percorso dall'omonimo traforo (Tunel Učka), che con una lunghezza di 5.062 metri costituisce la più importante via di comunicazione tra la costa quarnerina e l'entroterra istriano.
Sulla sua sommità (nel comune di Laurana) è ubicato uno dei più importanti e strategici centri di trasmissione radiotelevisivi della Croazia, che grazie alla sua elevata potenza di (100 kilowatt) copre tutta l'Istria, tutto il Quarnero, Quarnerolo, e la Dalmazia settentrionale, quasi tutto il Friuli-Venezia Giulia, gran parte del Veneto, la costa della Romagna, buona parte delle Marche, arrivando ad illuminare anche zone della Puglia.
I segnali emanati dal Monte Maggiore di Radio Istra e Radio Pola sono captabili nettamente sul versante nord-est della Bocca Trabaria. Radio Fiume, Radio Pola e HRT-HR1 si ricevono bene nelle parti di Treviso più elevate.